# Khadīja bint Khuwaylid
Khadīja bint Khuwaylid, in arabo خديجة بنت خويلد‎?, pronuncia xaˈdiːʒa bint ˈxuwalid anche Khadijah bint Khuwaylid, (La Mecca, 555 – La Mecca, 619), è stata una mercante araba, nota per essere stata la datrice di lavoro, la prima moglie del profeta Maometto fondatore dell'Islam, e la prima donna ad abbracciare l'Islam. È soprannominata "Madre dei Credenti (Umm al-Muʾminīn)" e "Migliore tra le Donne (Afḍal al-Nisāʾ)".

## Biografia

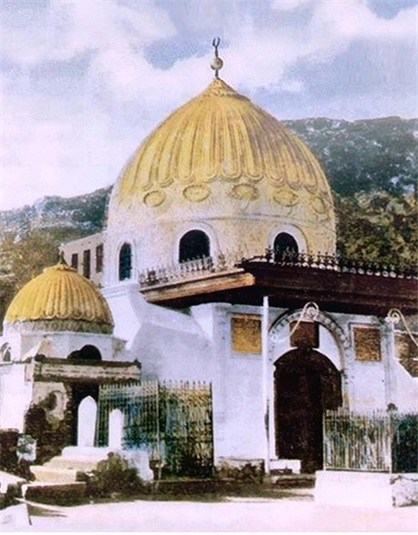
Tomba di Khadija a Mecca

Khadīja, il cui nome è spesso reso in italiano con Cadigia, era figlia di un ricco commerciante della Mecca, appartenente al clan dei Banū ʿAdī, della tribù dei Banū Quraysh. Rimasta vedova due volte, Khadīja mandò da sola avanti, con buona efficienza, l'attività mercantile ereditata, a dimostrazione che il ruolo delle donne nella società araba era tutt'altro che relegato a quello di figlia e di moglie, supine in linea di massima al volere dei padri e dei mariti.
Venne presto a sapere delle capacità e dell'onestà del giovane Maometto (che lavorava alle dipendenze dello zio-tutore Abū Tālib ibn ʿAbd al-Muṭṭalib, piccolo commerciante di Mecca) e ne richiese i servigi professionali in veste di fiduciario, rincuorata dal soprannome che gli era normalmente attribuito di al-Amīn (il Fidato).
Dopo un certo numero di viaggi d'affari che portarono Maometto in Siria e in Yemen, la donna s'innamorò del suo valido sottoposto, più giovane di lei di 15 anni (nel 595 Khadīja ne aveva 40, Maometto 25).
L'intatta grande bellezza di Khadīja - rinomata fra gli abitanti di Mecca - ma anche la sua ricchezza convinsero Maometto all'impegno matrimoniale, trattato per il tramite di un'intermediaria, secondo l'uso consuetudinario.
Col matrimonio Khadīja abbandonò la gestione della sua impresa, totalmente affidata da quel momento al marito, dedicandosi alla cura della prole che era riuscita ad avere da Maometto: due maschi (morti in tenera età) di nome al-Qāsim e, forse, ʿAbd Allāh e quattro femmine (Zaynab, Ruqayya, Umm Kulthūm e Fāṭima).
Condivise per prima in assoluto fra gli esseri umani l'esperienza religiosa del marito quando questi le riferì di essere stato scelto da Dio per la Sua Rivelazione, trasmessagli tramite l'angelo Gabriele (Jibrīl), e lo sostenne psicologicamente allorché Maometto temette di essere caduto vittima dei jinn che potevano invasare l'uomo a loro dispettoso piacimento.
Patì con lui le difficoltà inflitte dai pagani di Mecca all'esiguo gruppo dei musulmani e alla misura di boicottaggio dei Quraysh politeisti (reso tuttavia abbastanza presto inefficace dai troppi vincoli parentali esistenti fra i primi e i secondi).
Morì nel 619, lo stesso anno di morte di Abū Ṭālib, tanto da far parlare le fonti musulmane di "anno del dolore", lasciando nel suo sposo un doloroso vivido ricordo che non si spegnerà mai più e che causerà alle future mogli - e specialmente in ʿĀʾisha bt. Abī Bakr - sentimenti di vivace gelosia.